# 波羅門
波羅門（バラモン）は大阪府八尾市出身の占い師。16歳に占いを始めた。日本開運総本部に所属する。

## 新聞・雑誌コラム
- バラモンの｢招福占い｣　（朝日新聞）に3年間連載
- パチンコファイト！（RED　KING）【関西版】

「波羅門の生まれ月占いのコーナー」　